# Pere Codonyan
Pere Codonyan és un periodista català, corresponsal de Televisió de Catalunya a Perpinyà des de 2005 fins al 2013. Des de l'estiu de 1994 formava part de la delegació de Girona, des d'on cobria l'actualitat de la Catalunya Nord, tot i que a partir del 1995 començà a firmar les cròniques amb plató des de la capital del Rosselló. L'1 de març de 2013, la Corporació Catalana de Mitjans Audiovisuals va decidir tancar les corresponsalies a Catalunya Nord, les Terres de l'Ebre i el Pirineu, provocant així l'acabament de les seves retransmissions.